# Riksza

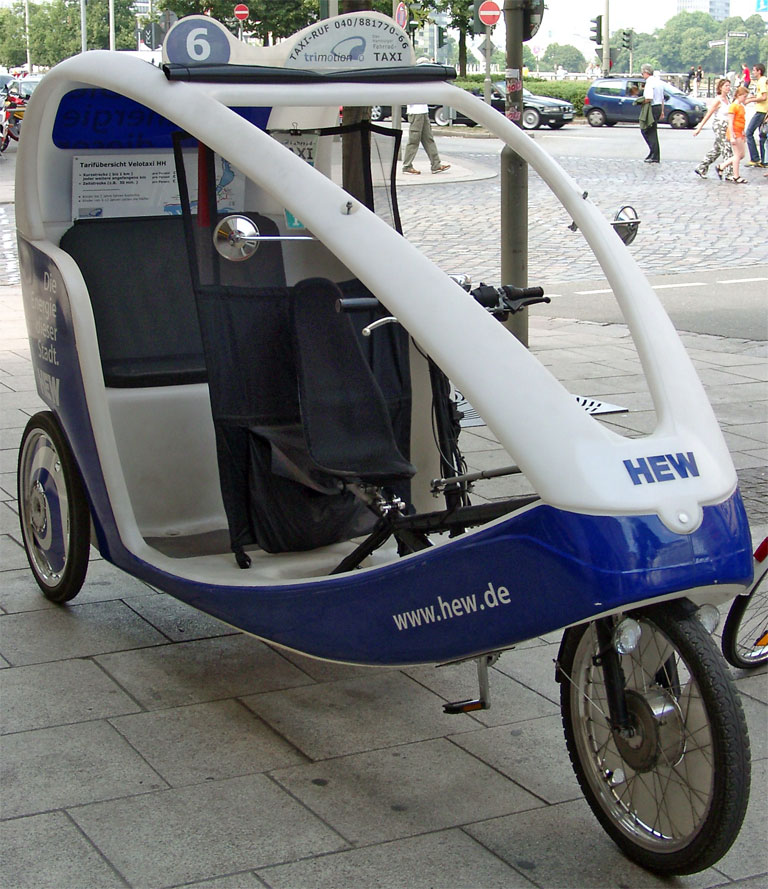
Nowoczesna riksza w Hamburgu

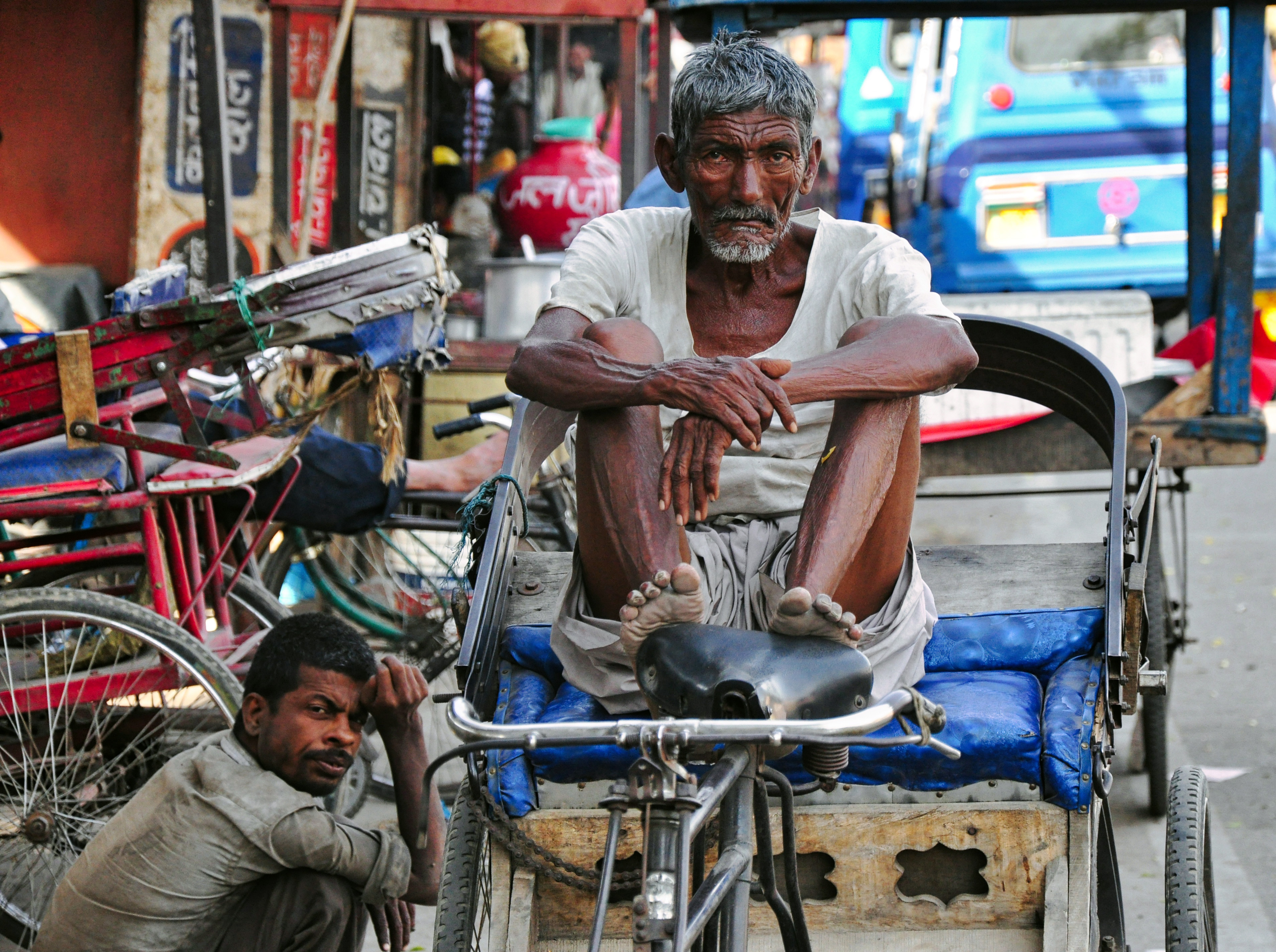
Rikszarze w Haridwarze

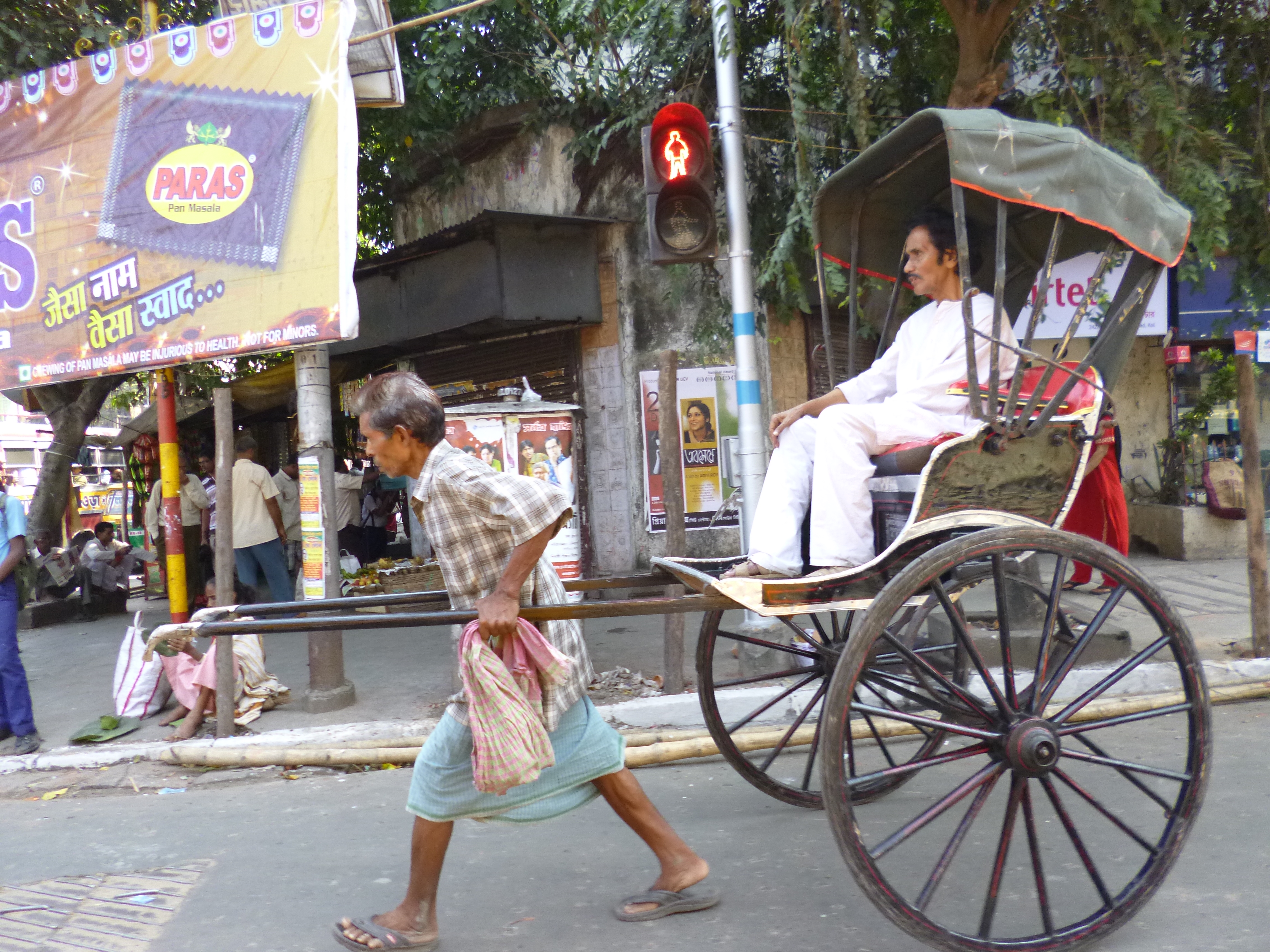
Riksze w Kalkucie, 2012

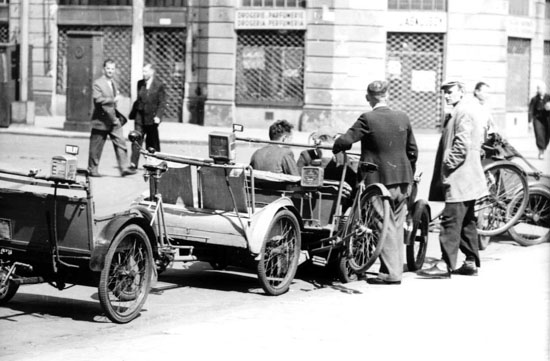
Riksze w Warszawie, 1943

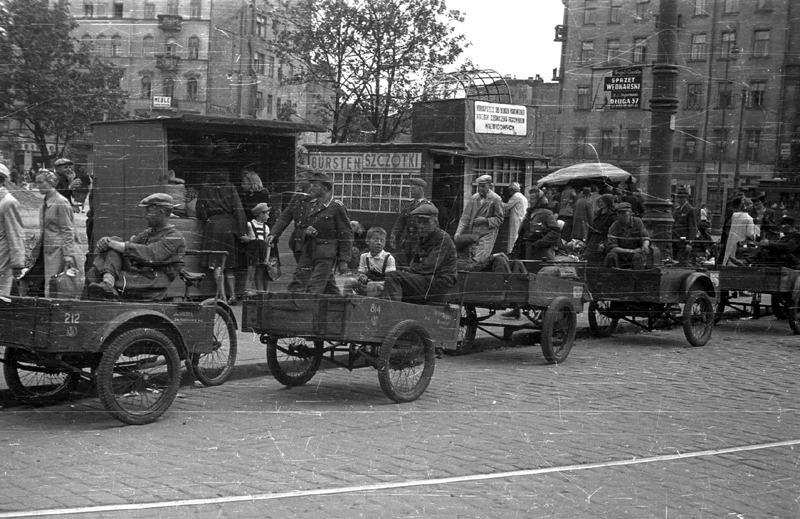
Riksze w Warszawie, 1944

Znak drogowy B-11 „zakaz wjazdu wózków rowerowych”

Riksza, rzadziej ryksza (jap. 人力車 jinrikisha; ang. rickshaw) – pojazd kołowy napędzany siłą ludzkich mięśni, służący do transportu osób.

## Opis
Pojazd ten pochodzi z Azji. Prawdopodobnie został wynaleziony w Japonii w drugiej połowie XIX w. jako następca lektyki (spośród dwóch osób przenoszących lektykę zrezygnowano z jednej osoby, zastępując ją parą kół umieszczonych na jednej osi). W języku japońskim pojazd ten nazywa się 人力車, „jin-riki-sha”. Trzy znaki chińskie (czytane w tym przypadku po sinojapońsku) oznaczają kolejno: „jin” – człowieka, „riki” – siłę, „sha” – pojazd, koło.
Początkowo riksza była pojazdem pchanym lub ciągniętym przez jedną osobę (riksza piesza), później została unowocześniona poprzez wykorzystanie roweru jako jednostki napędowej (riksza rowerowa). Pojazd ten (r. piesza) zrewolucjonizował transport osobowy w Japonii, a później w całej Azji Południowo-Wschodniej. Liczba riksz gwałtownie rosła, osiągając liczbę od kilkuset do kilku tysięcy w poszczególnych miastach (w Tokio na początku XX wieku było ich w użyciu około 8000). Wynalezienie i rozpowszechnienie samochodów i autobusów spowodowało spadek liczby riksz pieszych w okresie po I wojnie światowej. Wynalazek roweru i wykorzystanie jego konstrukcji do zmodyfikowania rikszy przyczynił się do renesansu tego typu pojazdu.
Kryzys ekonomiczny na przełomie lat 20. i 30. XX wieku oraz II wojna światowa doprowadziły do wzrostu popularności tych pojazdów w Azji. Były one pomocne również w Europie. W Warszawie, w okresie niemieckiej okupacji, w latach 1939–1944 służyły jako taksówki osobowe i towarowe. Składały się one z roweru na trzech kołach oraz wmontowanej dwuosobowej ławki dla pasażerów. Obsługa rikszy, zwłaszcza z obciążeniem dwóch osób, wymagała dużej siły fizycznej, stąd rikszarzami byli głównie młodzi, silni mężczyźni. Według powieści Kamienie na szaniec rikszą jeździł Alek Dawidowski.
Obecnie, riksze piesze i rowerowe wykorzystywane są już rzadziej. Jednak nadal jest ich sporo w najbiedniejszych krajach Azji. Wykorzystywane są także do obwożenia turystów po zabytkowych obiektach.
Konstrukcje tych pojazdów są zróżnicowane, w większości bardzo proste. Są to przeważnie trójkołowce o masie kilkudziesięciu kilogramów z napędzaną tylną osią (bez mechanizmu różnicowego), na której znajduje się siedzisko tylne dla 2-3 osób. Inne konstrukcje to trójkołowce wyposażone w siedziska przednie, umieszczone nad przednią osią i napędzane poprzez tylne koło (jak w rowerze), rowery z doczepionymi na stałe wózkami bocznymi (patrz wózek boczny motocykla), oraz najbardziej prymitywne, niezmienione od przeszło 100 lat drewniane riksze piesze (posiadają drewniane koła i szprychy) z dyszlami ciągnionymi przez pieszego rikszarza. Riksze piesze mają zaletę, która daje im przewagę nad rikszami rowerowymi w pewnych warunkach. Posiadają bardzo duże koła, a co za tym idzie wysoko umieszczoną oś dającą duży prześwit – są zatem bardziej przydatne podczas pory monsunowej i częstych opadów deszczu, gdy ulice w mieście (np. Kalkuta) zalane są wodą.
Niektóre azjatyckie pojazdy są bogato zdobione przeróżnymi scenami obyczajowymi lub pochodzącymi ze znanych filmów (patrz indyjskie Bollywood). Są to najczęściej ręczne malowidła wykonane przez miejscowych artystów.
Konstrukcje riksz są stale unowocześniane i znajdują zastosowanie w lokalnym transporcie miejskim w wielu rozwiniętych krajach europejskich, zwłaszcza w Holandii (np. Amsterdam) oraz w Skandynawii (np. Kopenhaga), tam gdzie infrastruktura rowerowa jest na wysokim poziomie, a obywatele doceniają zalety rowerów w codziennym użytkowaniu – podczas dojazdu do pracy, na imprezę, na zakupy lub podczas przeprowadzki. Coraz większa popularność tego typu pojazdów jest spowodowana przede wszystkim modą na ekologię. Pojazdy te można wypożyczyć w wyspecjalizowanych punktach usługowych (wypożyczalnie rowerów), zamówić jako taksówkę lub zakupić samemu w sklepie rowerowym.
Rodzaje riksz:
- riksze piesze (druga połowa XIX w. – czasy obecne)
- riksze rowerowe (lata 20. XX wieku – czasy obecne).

## Riksze w Polsce

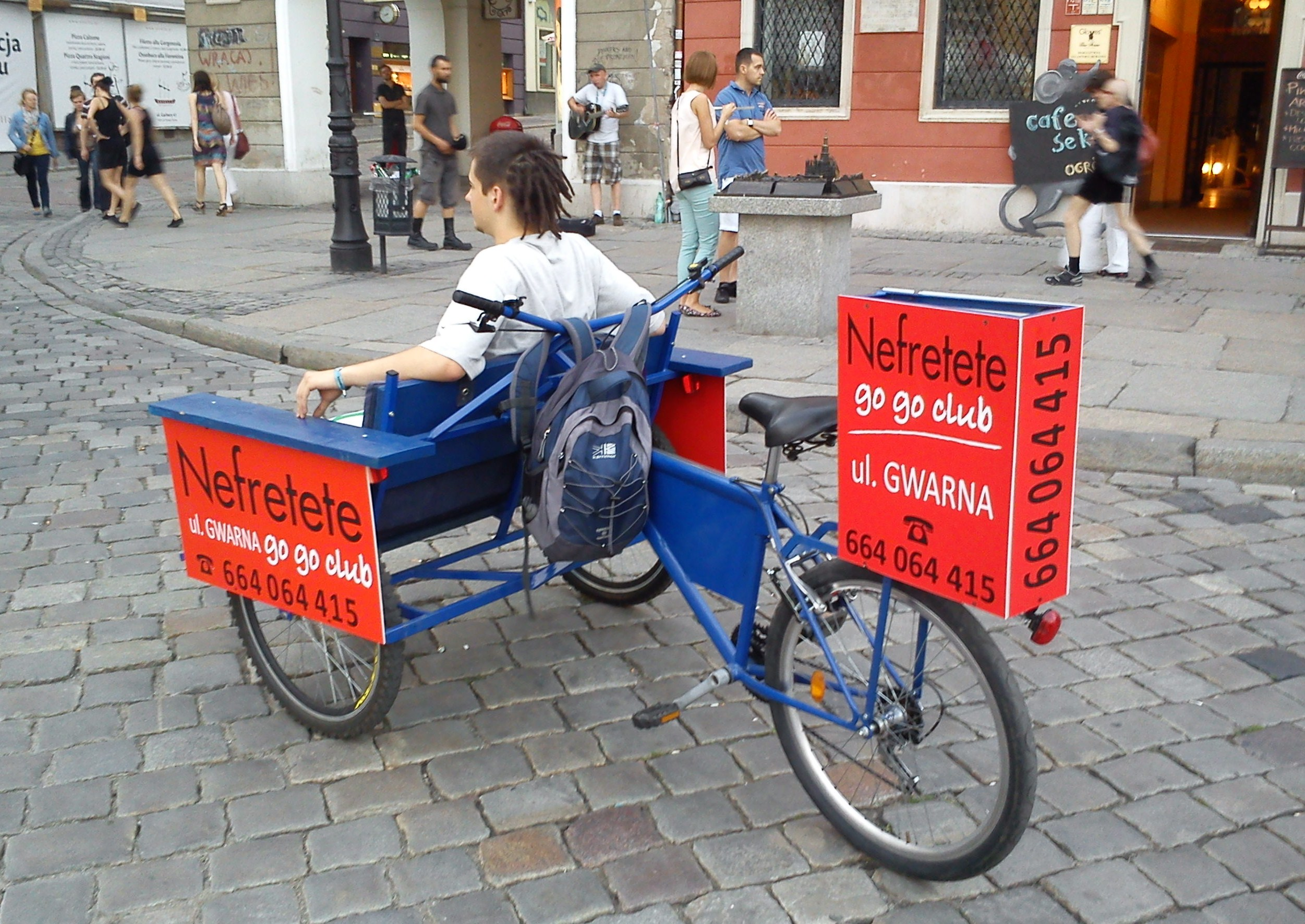
Współczesna riksza w Poznaniu z reklamą klubu go go

W Polsce riksze nie są tak popularne jak w niektórych miastach krajów zachodnich. Pojawiły się najpierw w Łodzi, gdzie są atrakcją ulicy Piotrkowskiej, a następnie w Warszawie, Krakowie, Wrocławiu i kilku innych miastach. Są wykorzystywane głównie jako taksówki oraz nośniki reklamy mobilnej. Czasem wykorzystywane są jako urozmaicenie różnorakich imprez.